# Episodi di Casa famiglia (prima stagione)
La prima stagione della serie televisiva Casa famiglia andò in onda in prima visione su Rai 1 dal 20 aprile al 1º giugno 2001.
| nº | Episodio      | Prima TV Italia |
| -- | ------------- | --------------- |
| 1  | Il battesimo  | 20 aprile 2001  |
| 2  | Il liberante  | 27 aprile 2001  |
| 3  | L'adozione    | 4 maggio 2001   |
| 4  | Semafori      | 11 maggio 2001  |
| 5  | La comunione  | 18 maggio 2001  |
| 6  | Il sequestro  | 25 maggio 2001  |
| 7  | Il trapianto  | 31 maggio 2001  |
| 8  | Il matrimonio | 1º giugno 2001  |

## Il battesimo
- Diretto da: Riccardo Donna
- Scritto da: Donato Carrisi

### Trama
Padre Marcello, un sacerdote cattolico fondatore e titolare di una casa-famiglia di Roma, è affetto da una malattia cardiaca e dunque si vede costretto a smettere di occuparsi del centro che ospita ragazzi orfani o abbandonati dai genitori. Il suo sostituto sarà Don Marco, l'ex-cappellano del carcere di Rebibbia. Don Marco si reca al centro per iniziare la sua attività, e fa la conoscenza degli altri tre adulti che vivono stabilmente lì: Pietro, un laico che ha sempre collaborato con Padre Marcello nella casa-famiglia, e che accoglie freddamente il nuovo prete; Marineta, una ragazza bulgara che lavora al centro; Andrea, un diacono laureato in teologia, che ha fin dall'inizio un atteggiamento amichevole nei confronti di Don Marco. I ragazzi ospiti della casa-famiglia hanno un atteggiamento ostile nei confronti del nuovo arrivato: hanno tutti alle spalle storie di disagio sociale o di abbandono, e per loro Padre Marcello è un punto di riferimento, una figura paterna insostituibile. Uno dei ragazzi del centro, Carlo, è particolarmente nervoso e aggressivo perché non vuole che Padre Marcello lasci la casa-famiglia. Un suo amico, un delinquente di nome Enrico, incontrandolo in un bar, propone a Carlo di andare a compiere un furto con scasso a casa di Salimbeni, un ricettatore di opere d'arte. Inizialmente Carlo rifiuta in nome dei valori etici che gli ha insegnato Padre Marcello.
Mentre inizia a studiare le cartelle personali dei ragazzi, Don Marco riceve la visita di Stefania, una donna che abitualmente regala dei vestiti alla casa-famiglia. Stefania prova simpatia per il più piccolo degli ospiti del centro, un bambino di nome Mattia soprannominato Cucciolo. Giacomo, marito di Stefania, anch'egli benefattore della casa-famiglia, ha un incidente stradale. La donna si precipita all'ospedale e scopre che il marito ha solo qualche ferita relativamente lieve e non è in pericolo di vita. Un agente della Polizia Stradale comunica a Giacomo che la donna che si trovava in auto insieme a lui è in condizioni gravissime e rischia di morire. Giacomo confessa a Stefania di avere da tempo una relazione extra-coniugale con quella donna. Nel frattempo arriva alla Casa Famiglia una donna che dice di essere la madre naturale di Cucciolo ,ma Don Marco non le crede e la donna escogitera' un modo per riprendersi il figlio .
Don Marco incontra gli indigenti che vengono a mangiare alla casa-famiglia: tra di loro c'è Luigi, un pittoresco anziano che dichiara di essere un nobile.
I ragazzi del centro continuano a comportarsi male nei confronti di Don Marco, e in particolare Carlo gli dice chiaramente che non è ben accetto da loro. Don Marco però esige di essere rispettato come veniva rispettato Padre Marcello e non cede alle provocazioni di Carlo. Il ragazzo, colmo di rabbia perché qualcuno sta osando prendere il posto di Padre Marcello, decide di accettare la proposta del bandito Enrico. I due giovani si intrufolano nottetempo nell'appartamento di Salimbeni, che sta dormendo. Dopo aver disattivato l'antifurto, Carlo esce dall'abitazione per andare via, ma sente i rumori della colluttazione tra Salimbeni ed Enrico, che uccide il ricettatore con una coltellata. Qualcuno del condominio, avendo sentito le urla, chiama subito la Polizia. Enrico finge di tranquillizzare Carlo, ma gli mette il coltello sporco di sangue nella tasca. L'assassino riesce a scappare, e la Polizia arresta Carlo perché gli ha trovato in tasca l'arma del delitto. Don Marco vorrebbe aiutare il giovane innocente ma non sa come fare. Saro, uno dei ragazzi ospiti del centro, capisce che Don Marco è un degno sostituto di Padre Marcello e si offre di aiutarlo.
- Altri interpreti: Ciro Esposito (Carlo), Stefania Barca (Stefania).

## Il liberante
- Diretto da: Riccardo Donna
- Scritto da: Achille Manzotti

### Trama
- Altri interpreti:

## L'adozione
- Diretto da: Riccardo Donna
- Scritto da: Donato Carrisi

### Trama
- Altri interpreti:

## Semafori
- Diretto da: Riccardo Donna
- Scritto da: Achille Manzotti

### Trama
- Altri interpreti: Stefano Abbati, Xhilda Lapardhaja

## La comunione
- Diretto da: Riccardo Donna
- Scritto da: Donato Carrisi

### Trama
- Altri interpreti:

## Il sequestro
- Diretto da: Riccardo Donna
- Scritto da: Achille Manzotti

### Trama
- Altri interpreti: Barbara Di Bartolo

## Il trapianto
- Diretto da: Riccardo Donna
- Scritto da: Donato Carrisi

## Il matrimonio
- Diretto da: Riccardo Donna
- Scritto da: Achille Manzotti

### Trama
- Altri interpreti: Massimo Corvo